# Ромео Монтекки
Роме́о Монте́кки (итал. Romeo Montecchi) — главный герой трагедии Уильяма Шекспира «Ромео и Джульетта».
Имя Ромео стало нарицательным для влюблённого юноши, а также символом несчастной любви.

## Истоки образа
Истоки образов двух несчастных влюблённых появляется ещё у Овидия в его поэме о Пираме и Фисбе «Метаморфозы».
Имена же Ромео и Джульетты впервые используются в автобиографическом произведении Луиджи да Порто «Новонайденная история двух благородных влюблённых» (издано в 1530 году), причём действие происходит именно в городе Вероне. Величественные крепости скалигеров в Монтеккьо-Маджоре (теперь называются Замки Ромео и Джульетты) вдохновили автора создать главную концепцию произведения о непримиримых семьях Каппеллетти и Монтекки. В названии Монтеккьо легко уловить связь с фамилией Ромео Монтекки. Имя для главного героя Луиджи да Порто мог позаимствовать у Данте, где есть Ромео ди Вилланова (песня VI v.127). Исследования подтверждают автобиографичность истории да Порто, в которой за образами Ромео и Джульетты скрываются личности самого Луиджи и его кузины Лючины Саворньян.
Вдохновением для истории да Порто, вероятно, послужил рассказ Мазуччо Салернитанца «Мариотто и Ганоцца», который он переработал и ввёл многие элементы, перенятые затем другими писателями. Сюжет был популярным у итальянских писателей эпохи Ренессанса. Маттео Банделло в 1554 году написал новеллу, лёгшую в основу поэмы Артура Брука «Ромео и Джульетта» (1562), которая в свою очередь вдохновила Шекспира.

## История
Ромео впервые появляется в пьесе в первой сцене первого акта, в скором времени после короткой битвы между слугами Монтекки и Капулетти на улице Вероны. Ромео — единственный сын и наследник Монтекки изображён Шекспиром стереотипным для того времени итальянцем — импульсивным и романтичным. Банделло указывает возраст Ромео 21 год, соответствующий возрасту Луиджи да Порто, в котором он писал историю влюблённых.
Ромео тяжело переживает свою безответную любовь к красавице Розалине. Его двоюродный брат Бенволио и друг Меркуцио, желая отвлечь его от любовных дум, уговаривают пойти на бал-маскарад в дом Капулетти, скрыв свои личности масками. Тибальт, племянник господина Капулетти и кузен Джульетты, узнаёт и желает прогнать Ромео, но хозяин дома останавливает словами:
Друг, успокойся и оставь его.

Себя он держит истым дворянином;

Сказать по правде – вся Верона хвалит

Его за добродетель и учтивость.

Не дам его здесь в доме оскорблять я.

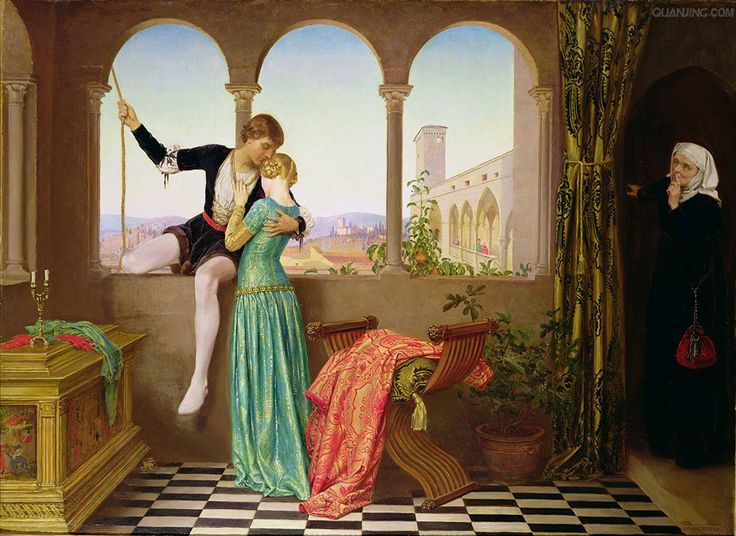
Элеанор Фортескью-Брикдейл «Прощание Ромео и Джульетты» (рубеж XIX—XX веков).

Ромео и дочь хозяина Джульетта влюбляются на балу, целуются и позже узнают, что происходят из враждующих семей. Ночью Ромео приходит к балкону Джульетты, и молодые люди договариваются о тайной свадьбе. С помощью монаха Лоренцо, надеющегося союзом примирить семьи, и кормилицы Джульетты влюблённые венчаются.
На следующий день на улице Тибальт задевает обидным словом Ромео, который не вступает в перепалку, и тогда Меркуцио вступает в схватку с Тибальтом за честь друга. Ромео пытается разнять дерущихся, но из-под его руки Тибальт смертельно ранит Меркуцио и сбегает. Разгневанный Ромео нагоняет и закалывает Тибальта. Герцог Вероны, ранее обещавший смерть тому, кто станет виновником кровопролития между семьями Монтекки и Капулетти, опечален смертью своего родственника Меркуцио и изгоняет Ромео из Вероны. Лоренцо советует юноше временно укрыться в Мантуе.
Пока Ромео находится вне Вероны, родители Джульетты готовят её свадьбу с Парисом, родственником герцога. По просьбе Джульетты монах Лоренцо даёт девушке зелье, способное погрузить в двухдневный сон, подобный смерти. Также монах отправляет к Ромео с объяснениями о мнимой смерти Джульетты посланника, который не успевает предупредить Ромео. Тот узнаёт о смерти супруги и торопится к склепу Капулетти. Ему встречается Парис, которого он убивает и, склонившись над бездыханным телом возлюбленной, выпивает яд. Джульетта, проснувшись и увидев мёртвого Ромео, закалывает себя кинжалом. Главы семейств Монтекки и Капулетти примиряются над телами своих детей.

## Исполнители роли
В кинематографе:
- 1908 — Пол Панцер в немом короткометражном фильме «Ромео и Джульетта» режиссёра Джеймса Блэктонома. Роль Джульетты исполнила Флоренс Лоуренс.
- 1916 — Фрэнсис Бушмен в немом утерянном американском фильме «Ромео и Джульетта» режиссёра Джона Нобла. Роль Джульетты исполнила Беверли Бейн.
- 1916 — Гарри Хиллиард в немом американском фильме «Ромео и Джульетта» режиссёра Гордона Эдвардса. Роль Джульетты исполнила Теда Бара.
- 1936 — Лесли Ховард в американский фильме «Ромео и Джульетта» режиссёра Джорджа Кьюкора. Роль Джульетты исполнила Норма Ширер.
- 1954 — Лоуренс Харви в первом цветном фильме «Ромео и Джульетта» режиссёра Ренато Кастеллани. Роль Джульетты исполнила Сьюзен Шентол.
- 1954 — Юрий Жданов в цветном фильме-балете «Ромео и Джульетта» киностудии «Мосфильм» режиссёра Лео Арнштама. Роль Джульетты исполнила Галина Уланова.
- 1968 — Леонард Уайтинг в двухсерийном художественном фильме «Ромео и Джульетта» совместного производства Англии и Италии режиссёра Франко Дзеффирелли. Роль Джульетты исполнила Оливия Хасси.
- 1996 — Леонардо Ди Каприо в американском фильме «Ромео + Джульетта» режиссёра База Лурмана. Роль Джульетты исполнила Клэр Дэйнс.
- 1997 — Уилл Кинэн в пародийном фильме «Тромео и Джульетта» режиссёра Ллойда Кауфмана. Роль Джульетты исполнила Джейн Дженсен.
- 2013 — Дуглас Бут в фильме «Ромео и Джульетта» итальянского режиссёра Карло Карлея. Роль Джульетты исполнила Хейли Стейнфилд.

На советской балетной сцене выдающимися исполнителями партии Ромео были Юрий Жданов, Константин Сергеев, Никита Долгушин, на Западе — Серж Лифарь и Жорж Скибин.

## Дом Ромео
Особняк XIV века в Вероне, почитаемый туристами как дом героя пьесы Шекспира Ромео, в действительности принадлежал семейству Ногарола.